# Яковчик Франц Володимирович
Франц Володимирович Яковчик, псевдо «Карний» (пол. Franciczek Jakowczyk "Karny", 12 травня 1928, Самойловичі, Польська Республіка — 9 січня 2019, Вроцлав, Польща) — польський військовик, капітан Армії Крайової, в'язень радянських таборів.

## Життєпис
Народився на хуторі Самойловичі, що зараз знаходиться у Вовковиському районі Гроденської області Білорусі у родині військовика та вчительки історії. З 14 років почав навчатися на шевця, в 15 долучився до антинімецького підпілля: вступив до Армії Крайової. Після вигнання німців підпілля почало війну з совєцькими окупантами. У 19 років отримав звання капітана.
25 квітня 1948 року, під час одного з боїв з НКВД під Гродно, був поранений та заарештований. Засуджений радянським судом до смертної кари, котру згодом замінили на 25 років таборів.
Покарання відбував в Інті, Владимирі та Потьмі. Неодноразово організовував втечі з місць карання. Звільнений 27 серпня 1969 року. Просив владу СРСР дозволити йому виїзд до Польщі, в рамках репатріації, але у Москві заборонили через «тяжкий злочин проти народу СРСР».
Після відбування покарання жив у Миколаєві, у 1970 році переїхав до Довбиша, де одружився з місцевою полькою Зосею. Родина мала сина, від котрого народжені двоє внуків.
У 2008 році отримав карту поляка. У 2017 році померла дружина. З лютого 2018 року проживав у Вроцлаві, із сестрою. 27 жовтня 2018 року отримав польське громадянство з рук Президента Польщі Анджея Дуди.
Помер 9 січня 2019 року у Вроцлаві. Похований 17 січня 2019 року на Особовицькому цвинтарі у Вроцлаві.

## Нагороди
- Офіцерський хрест Ордену Відродження Польщі, 2019 рік, (посмертно);
- Медаль «Про меморія», 2005 рік[5];
- «Хрест заслуги»[8].